# Fisnike Bekteshi Shaqiri
Fisnike Bekteshi Shaqiri (mac. Фиснике Бектеши Шаќири; ur. 26 czerwca 1988 we wsi Gajre) – północnomacedońska polityk pochodzenia albańskiego. Absolwentka Państwowego Uniwersytetu w Tetowie oraz Uniwersytetu Świętych Cyryla i Metodego w Skopju, w latach 2020–2024 zasiadała w Zgromadzeniu Republiki Macedonii Północnej z ramienia Demokratycznego Związku na rzecz Integracji.